# Giralda de Badajoz
La Giralda es un edificio de estilo neomudéjar y regionalista andaluz situado en la ciudad de Badajoz, España. Se encuentra en la Plaza de la Soledad, en el Casco Antiguo, junto a la iglesia homónima, donde se halla la patrona de Badajoz.

## Descripción

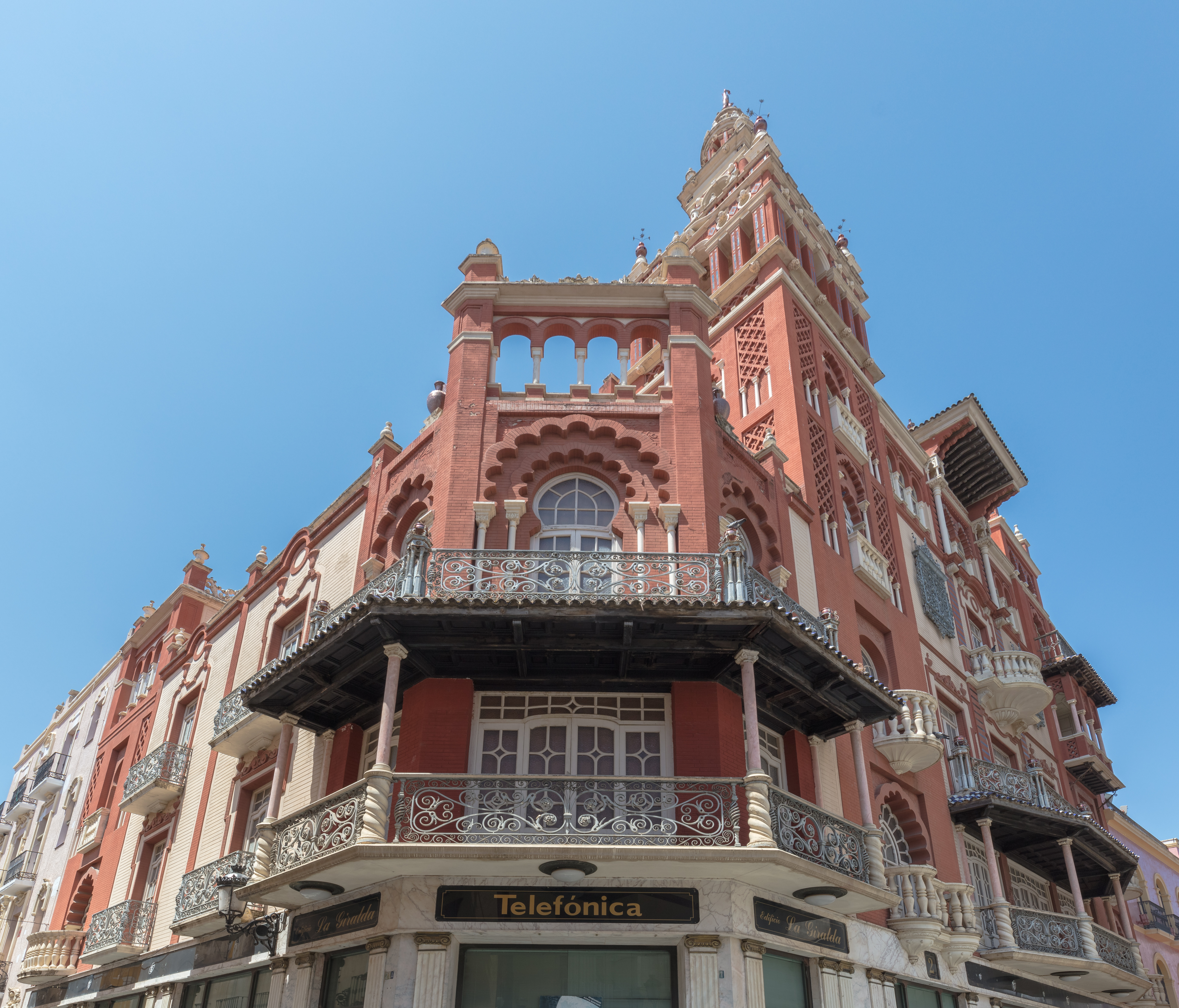
Vista desde la base.

La torre es una réplica casi exacta a escala de la popular Giralda de Sevilla, en Andalucía, construida siglos antes y que es campanario de la Catedral de Sevilla, considerada dentro del conjunto sevillano Alcázar/Archivo de Indias/Catedral como Patrimonio de la Humanidad.
La construcción se debe a Adel Pinna y al arquitecto Martín Corral, contratados por Manuel Cancho Moreno en 1930 y data de 1935. La torre sorprende por su arquitectura neoárabe de estilo regionalista andaluz, mezclándose tejas de cerámica, floreros, azulejería o forja, y rematándose con el dios Mercurio, símbolo del comercio. Ocupa el lugar dejado por la primera ermita de la Soledad, levantada en el siglo XVII.

## Historia
La construcción evoca las fórmulas de Aníbal González impuestas tras las realizaciones de la Feria Iberoamericana de Sevilla de 1929, constituyendo una creación ciertamente singular.
La obra se levantó como sede de un popular establecimiento comercial, "Almacenes La Giralda", propiedad de Don Manuel Cancho Moreno. Sus hijos, Francisco, José, Manuel y Julián Cancho García, gestionaron el negocio hasta su venta a Telefónica, que lo restauró.
Actualmente es un importante monumento e icono de la ciudad que desde 2021 alberga el Museo telefónico de Extremadura.